# Жалын (угольный разрез)
У́гольный разре́з «Жалы́н» — угледобывающее предприятие, расположенное в Жанааркинском районе Улытауской области. Входит в состав карагандинской ТОО «Сарыарка-ENERGY». Является одним из 18 проектов, входящих в «Карту индустриализации страны» от Карагандинской области.

## История
В 1986 году в 120 км восточнее каменноугольного месторождения Шубарколь, на территории земель совхоза имени Карла Маркса было открыто угольное месторождение. В следующем, в 1987 году, на место была отправлена поисковая экспедиция. Предварительная и детальная разведка месторождения производилась в период с 1989 года по 1993 год.

## Освоение
Общая площадь месторождения составляет 2,5 км². Освоение начато в 2009 году. Добыча каменного угля в 2009 году составила 90 тысяч тонн. В 2010 году была достигнута годовая производительность в 500 тысяч тонн. Проектная мощность месторождения — 2 млн тонн. Как ожидается, запасов угля должно хватить не менее чем на 25 лет.
Вложения компании (на 2010 год) уже составили 2,7 млрд тенге, а полная стоимость проекта — более 4,7 млрд тенге
На разрезе возведены: вахтовый поселок, распределительная подстанция 35 кВ/6 кВ. Подведена воздушная ЛЭП 35 кВ. Действует мобильная сортировочная установка. В настоящее время возводятся автодорога длиной 32 километра и погрузочный комплекс.
Добыча угля ведётся открытым способом — при помощи одноковшовых экскаваторов с гидравлическим приводом и автономного горнодобывающего комплекса по глубокой разработке пластов.
По данным на 2010 год, налажены поставки угля в Индию, а на стадии контракта — поставки в Польшу.

## Продукция
Уголь, добываемый на разрезе относится (по степени углефикации) к энергетическим маркам Г, Д и ДГ — класс газовых и длиннопламенных спекающихся углей. Обладают низкими зольностью и содержанием серы, средней обогащаемостью и высокой теплотворностью. Угли пригодны для использования в металлургии — в виде кокса.
Подтверждённые общие балансовые запасы каменного угля — более 55 млн тонн, из них промышленные запасы оцениваются около 50 млн тонн.